# Malawi Armed Forces College FC
Der Malawi Armed Forces College Football Club, auch als MAFCO FC bekannt, ist ein malawischer Fußballverein aus Salima. Aktuell (Stand Mai 2024) spielt der Verein in der ersten Liga.

## Erfolge
- Malawischer Pokalfinalist: 2023
- Central Region Football League: 2009/10, 2019
- President Cup: 2013/14

## Stadion
Der Verein trägt seine Heimspiele im Chitowe Stadium in Nkhotakota aus. Das Stadion hat ein Fassungsvermögen von 1000 Personen.